# ترومن هنری سافورد
ترومن هنری سافورد (انگلیسی: Truman Henry Safford; ۶ ژانویهٔ ۱۸۳۶ – ۱۳ ژوئن ۱۹۰۱) اخترشناس اهل ایالات متحده آمریکا بود.